# دوین لین
دوین لین (انگلیسی: Devinn Lane؛ زاده ۲۸ مارس ۱۹۷۲) یک بازیگر پورنوگرافی اهل ایالات متحده آمریکا است.